# Francesco Tavano
Francesco Tavano (Caserta, Itàlia, 2 de març de 1979), és un exfutbolista italià, que jugava de davanter.

## Trajectòria
Tavano es va formar en les categories inferiors de la Fiorentina però no va arribar a debutar amb el primer equip, ja que va ser transferit l'any 1998 a la Pisa de la Serie C1. En aquest conjunt tot just va estar uns mesos, ja que abans d'acabar l'any va marxar a la Rondinella de la sèrie C2.
En el seu primer any complet en la Rondinella va marcar setze gols en trenta-quatre partits cridant l'atenció dels tècnics de l'Empoli de la Serie B. Després de tres discretes campanyes anys en els quals no marca més de tres gols, a la temporada 2004-2005, de nou en la Serie B després del descens, es converteix en la gran figura de l'equip al marcar dinou gols col·laborant de manera decisiva en l'ascens del club. Aquesta vegada la seva ratxa continua i en la següent temporada, en la Serie A, marca divuit gols el que li va valer per a ser seguit per Marcello Lippi, seleccionador italià i per a fitxar pel València CF per un muntant proper als deu milions d'euros.
Però, a l'equip de Mestalla solament disputa 59 minuts, repartits en 3 partits, tots ells de suplent, i es marxa a l'AS Roma en el mercat d'hivern.
L'any següent fitxa per l'AS Livorno, on recupera l'olfacte golejador, sent el davanter de referència dels de Liorna. La temporada 08/09, és el màxim golejador de la Serie B, amb 24 gols.